# Mara Kralj
Mara Jeraj Kralj, slovenska keramičarka, kiparka, slikarka, ilustratorka filmska maskerka in oblikovalka lutk, * 9. september 1909, Dunaj, † 22. oktober 2010, Ljubljana

## Življenje
Mara Marija Jeraj, poročena Kralj, se je rodila 9. 9. 1909 na Dunaju, v umetniško družino in kulturno okolje. Bila je druga od treh hčera matere pesnice Franice Vouk znane kot Vida Jeraj in očeta skladatelja in glasbenika  Karla Jeraja. Starejša sestra je Vida (Vida Jeraj Hribar, violinistka), mlajša Karola Oli (Karola Oli poročena Škerjanc, čelistka).
Družina je do konca prve svetovne vojne živela na Dunaju, kjer so jih obiskovali slovenski intelektualci: Ivan Cankar, Oton Župančič, dr. France Kidrič, dr. Ivan Prijatelj in drugi. To družbeno okolje je vse tri sestre umetniško in intelektualno oplajalo in tudi zaznamovalo. 
Po prvi svetovni vojni se je družina preselila v Ljubljano. Mara je osnovno šolo obiskovala še na Dunaju, v Ljubljani pa meščansko. Tudi v ljubljanski dom je zahajalo veliko takratne inteligence.
Od leta 1925-1928 se je šolala na Tehnični srednji šoli v Ljubljani, na novo ustanovljenem oddelku za keramiko. Tam je bil njen učitelj kipar in slikar France Kralj, ki je opazil njen talent. Že dve leti kasneje se je na redni letni šolski razstavi prvič predstavila slovenskemu občinstvu.
Leta 1928 se je poročila s Tonetom Kraljem in tako vstopila v likovni umetnostni svet. Po poroki se je posvetila slikanju. Pomagala je možu Tonetu pri poslikavi cerkva na Primorskem, v celoti podrejena njegovim idejam in slogu. Vendar  je bila že opažena kot samostojna ustvarjalka. Ker ni imela tehničnih možnosti, se je s keramiko manj ukvarjala, izdelovala pa je slike na belo svilo z belgijskimi barvnimi svinčniki, kjer je razvila svojo posebno tehniko.
1928 je pod dekliškim imenom Mara Jerajeva razstavljala na prvi pregledni razstavi Slovenska umetnost 1918-1928 na ljubljanskem velesejmu, 1930 je na mednarodni razstavi cerkvene umetnosti v Antwerpnu dobila priznanje za svoje delo, 1931 je na spomladanskem velesejmu razstavljala  svoja dela v keramiki, slike na keramičnih ploščicah in slike na svilo. Takrat so jo tudi, poleg drugih priznanih umetnikov, povabili  k sodelovanju pri oblikovanju dekorativnih modnih dodatkov za novoustanovljeno ljubljansko tovarno Dekor. 1935 sta skupaj z možem Tonetom razstavljala v Hagendbundu na Dunaju.
Leta 1932 se je začela ukvarjati z ilustracijami.  Prve  je naredila za Goriško Mohorjevo družbo, nadaljevala pa po drugi svetovni vojni, zlasti za Mladinsko knjigo v Ljubljani.
Mara Kralj je leta 1937 za eno od slik na svili v Firencah dobila denarno nagrado. S prejetim denarjem si je v Parizu plačala študij na akademiji za slikarstvo. Sodelovala je z Venom Pilonom in še isto leto razstavljala z možem Tonetom v paviljonu D'Independent. Pod vplivom pariške akademije in zlasti tam živečih beograjskih slikarjev Marka Čelebonovića, Bore Baruha in drugih, je oblikovala svoj umetniški izraz. 
Družina Kralj je stanovala na Gerbičevi 11 v Ljubljani v hiši, ki jo je zasnoval, oblikoval in gradil Tone sam v posebnem umetniškem slogu. Leta 1932 sta zakonca Kralj dobila hčerko Tatjano. Takoj po fašistično nacistični okupaciji Jugoslavije sta se Tone in Mara vključila v narodnoosvobodilno borbo. Tone je v glavnem poslikaval cerkve na Primorskem z domoljubnimi motivi, Mara pa je ustvarjala doma. V osvobodilni fronti je delovala kot aktivistka vse od leta 1941. Domači bunker je postal skrivališče za preganjane Slovence. 27. januarja 1945 je bil bunker izdan. Zaprli so vse, ki so bili takrat v njem,  Maro in njeno sestro Karolo Oli so odpeljali v zapor v Velike Lašče. Tam je naredila preko 100 portretov sojetnic. Ko so se po osvoboditvi vrnili Mara, Tone in Tatjana v svojo hišo, v njej ni bilo ničesar. Nemci in domači izdajalci so jo  izropali in veliko uničili. Njunih številnih umetniških del ni bilo več, tudi ne njenega pariškega opusa, ki je štel okrog 20 del.
Tudi po drugi svetovni vojni je družina Kralj težko živela. Mara je za eno leto prevzela mesto učiteljice risanja na Gimnaziji Vič. Leta 1946 jo je Bojan Stupica povabil k sodelovanju kot maskerko pri prvem slovenskem zvočnem filmu Na svoji zemlji. Za delo se je morala dodatno usposobiti.
Še isto leto so jo skupaj z Emilijo Soklič napotili v češke študije Barandov v Pragi, kjer je spoznala tehniko filmske maske in oblikovanja animiranih lutk. Pri Triglav  filmu je delala od leta 1947 do 1950. V 1950-ih je sodelovala kot mentorica v Pionirski knjižnici v Ljubljani, leta 1952 pa se je zaposlila kot oblikovalka lutk v Mestnem lutkovnem gledališču Ljubljana. Lutke so postale njen poklic in njena radost. Kot oblikovalka lutk je delala  vse do upokojitve leta 1959.
Z upokojitvijo pa se je njeno ustvarjalno delo še nadaljevalo, vse do stotega leta. Z Mladinsko knjigo je sodelovala pri ilustriranju knjig, slikala je portrete, vračala pa se je tudi k lutkam.
Leta 1990 so jo povabile za mentorico ljubiteljice slikanja na Univerzi za tretje življenjsko obdobje v Ljubljani. Poimenovala jih je Klub Arti in bila njihova mentorica vse do smrti. Atelje za slikanje jim je poiskala v bližnjem Domu starejših občanov Kolezija.
26.7.1999 se je Mara preselila s svojega doma na Gerbičevi v Dom starejših občanov Kolezija. Ves čas je slikala, zlasti portrete, bila mentorica Kluba Arti, pri 91 letih je naredila zadnjo knjižno ilustracijo za slikanico Pravljica  o metulju in svetilki. Leta 2009 so ob stotem rojstnem dnevu Mare kralj v Mestnem lutkovnem gledališču v sezoni 2008/09 oživili predstavo Zvezdica Zaspanka. Zasluge za to je imel Matjaž Loboda, ki je z Maro Kralj sodeloval od njene prve lutkovne predstave 1953 do upokojitve.
Na osnovi ohranjenih skic, fotografij, replike Zvezdice Zaspanke v Moskvi in lutkovnega filma Zvezdica Zaspanka (režiser Črt Škodlar), so izdelali kopije vseh v požaru v Mestnem gledališču Ljubljanskem leta 1972 uničenih Marinih lutk. S tem so se poklonili umetnici ob visokem jubileju.  Mara Kralj  je umrla 12.10.2010, v sto drugem letu starosti.
Njeni vnukinji sta Irena Baar in Vanda Vremšak Richter.
Večina likovnih del Mare Kralj se nahaja v zasebnih zbirkah, po ena slika je  v depoju v Moderni galeriji v Ljubljani in Gorjupovi galeriji v kostanjeviški šoli. Za veliko del ni znano, kje se nahajajo.

## Delo

### Kiparka in keramičarka
Mara Jeraj Kralj se je kljub domačim glasbenim spodbudam odločila za likovno ustvarjanje. Bila je prva slovenska šolana keramičarka in je skupaj s s svojim učiteljem  Francetom Kraljem vtisnila sledi na razvojni poti slovenske keramike. Nastajali so prvi začetki slovenske domače drobne obrti, pretežno v glini in žgani kamenini. Skupaj z drugimi slikarji in kiparji, tudi možem Tonetom,  je sodelovala s tovarno Dekor, kjer so načrtovali in izdelovali  keramične izdelke za prodajo. Izdelovali so barvno, okroglo in reliefno plastiko, posebej so bili znani po slikanju na keramične ploščice. Med njenimi izdelki so bolj znani pravljično navdihnjeni palček na mušnici, mornarček s piščaljo, hudič, ki kaže osle, krožnik in vaza z baletko,  angelček na pudrnici in drugi.
Samostojnost in zmožnost oblikovanja polne plastike je Mara Kralj pokazala v lepi, izčiščeni portretni obliki kipa, violinistke sestre Vide. Med njenimi kiparskimi deli izstopa pretresljiv kip Matere z mrtvim otrokom, s katerim se je predstavila skupaj s keramičnima kipcema Otroške sanje in Begunci na razstavi Kluba likovnih umjetnica v Osijeku. Umetnostni kritik Karel Dobida je opazil njeno samostojnost in dovršenost v tehničnem obvladovanju keramike ter jo izpostavil kot velik talent s svojstvenim pojmovanjem in samobitnim izražanjem.

### Slikarka in portretistka
Mara Kralj se je po poroki s Tonetom Kraljem posvetila predvsem slikarstvu. Ustvarjala je cerkvena in posvetna dela. Pogosto je šla z možem na Primorsko, ki je bil takrat pod Italijo, kjer je poslikal petdeset cerkva. Pomagala mu je pri manj zahtevnih delih, npr malih angelih in detajlih na moževih večjih poslikavah. Pri tem je svoje delo v celoti podredila celostni ideji Toneta Kralja in ekspresionističnemu slikanju. Sama o tem času pravi, da ob tako ustvarjalnem človeku, kot je bil njen mož, ni videla možnosti za samostojno delo. Pomagala mu je, da je bilo delo hitreje končano. Znano je, da jo je leta 1929, ko je slikal v cerkvi Marijinega imena na Mengorah, spodbudil, da je samostojno naslikala oltarno oljno sliko na platno, Marijo z detetom in angeli. Zanimiv je zapis zgodovinarja Egona Pelikana v knjigi Tone Kralj in prostor meje, ki Kraljevi pripisuje več poslikav po cerkvah, kot jih je priznala sama.
Po šolanju v Parizu (1937) je razvila svoj slog, ki je bil barvit in z mehkimi linijami. V slovenski javnosti je Kraljeva zaslovela s krhkimi slikami na svili. Njena glavna dela so : sv. Genovefa, Podoba sestre Vide. Podoba Toneta Kralja, Desetnica (dve varianti). Fantje po polj' gredo, Madona.  Med cerkvenimi deli izstopa Marija z detetom iz leta 1929. Po slikanju na svilo se je začela bolj ukvarjati s portretiranjem v olju. Portretirala je svojega moža Toneta Kralja, Tonetovega očeta ter naredila preko sto portretov, največ otroških in pri vseh si je prizadevala doseči dinamični izraz obraza.
Maro Kralj so zaprli 27. januarja 1945, ko je bil izdan njihov domači bunker. Sočasno so bile zaprte in mučene številne Slovenke. Kraljeva jih je v času skupnega bivanja portretirala več kot sto. Na portretne risbe se je podpisala. Zapis v reviji Borec pove, da so si vse jetnice  želele portretirati, da bi ostale za njimi vsaj sledi. Kako so risbe pošiljale domov, ni vedela. Naredila je poimenski seznam, ki pa se ni ohranil. Z risanjem se je ozračje v zaporu nekako sprostilo, čeprav nobena ni vedela, ali bo preživela.

### Filmska maskerka
Za filmsko produkcijo je kot maskerka delala okrog šest let pri Triglav filmu. Sodelovala je pri snemanju  prvega slovenskega, zvočnega, celovečernega in črno-belega  filma z naslovom Na svoji zemlji, pri  črno-belem dramskem filmu z naslovom Trst in  pri kratkem lutkovnem filmu Kitarist, za katerega je naredila lutke in scenografijo.

### Ilustratorka
Prve ilustracije je Mara Kralj naredila za Goriško Mohorjevo družbo,  po drugi svetovni vojni pa največ za Mladinsko knjigo. Do 2. sv. vojne so ilustrirali knjige, ki so bile namenjene predvsem odraslim bralcem. Spremembe so se zgodile v 50. letih dvajsetega stoletja, ko se je tudi v Sloveniji razmahnila založniška dejavnost s tiskanjem knjig ter revij za otroke in mladino. Mara Kralj je na tem področju opravila pionirsko delo s svojimi ilustracijami ljudske pripovedi Mojca Pokrajculja leta 1954 in kasneje še drugih knjižic, predvsem iz zbirke Čebelica.
1. Koledar Goriške Mohorjeve družbe, 1932 – naslovnica in meseci.
2. Koledar Goriške Mohorjeve družbe, 1939 – naslovnica.
3. Dora, 1939 – naslovnica zgodbe, Goriška Mohorjeva družba.
4. Mojca Pokrajculja, 1954, Mladinska knjiga, zbirka Čebelica.
5. Katarina, 1959, Mladinska knjiga, zbirka Čebelica.
6. Zvezdica Zaspanka, 1959, Mladinska knjiga.
7. Medvedek Dija, 1962, Mladinska knjiga, zbirka Cicibanova knjižnica.
8. Zvezdni tolarji, 1966, Mladinska knjiga, zbirka Čebelica.
9. Številne ilustracije v revijah Ciciban, Mladinska knjiga.
10. Iz Ljubljane čez poljane, 1997, Založba Karantanija.
11. Pravljica o metulju in svetilki, Lutkovno gledališče Ljubljana 1999.

### Oblikovalka lutk
Ljubezen do lutk se je v Mari Kralj porodila že v dunajskem Pratru oziroma ob Klemenčičevem Gašperčku na predstavah v Marionetnem gledališču v Ljubljani. Sebe je imela za lutkarico že pri rosnih osmih letih, ko je lutke izdelovala še iz ilovice. Med drugo svetovno vojno je na lastnem domu organizirala lutkovne predstave o kuštravem Cenčku za otroke ilegalcev. Obraze lutk je modelirala iz papirja, namočenega v klej in jim nato še sama zašila oblekice. V 1950-ih letih je lutke izdelovala za motivacijo otrok pri pouku tujih jezikov v Pionirski knjižnici, kjer je sodelovala v lutkarskem in slikarskem krožku.1952 jo je na njeno veliko veselje v ljubljansko Mestno lutkovno gledališče sprejel kot oblikovalko lutk režiser Jože Pengov, takratni umetniški vodja. Umetnosti rezbarjenja v lipovini se je priučila pri možu Tonetu, oblikovalsko pa je razvila svoj lasten »rokopis«. V tistem času so namreč marionetne lutke skoraj izginile z odrov vzhodno – evropskih držav, zato je Marino delo toliko bolj pomembno. Jože Pengov, Ciril Jagodic in Mara Kralj so zaznamovali povojno obdobje marionetnih lutk v Sloveniji, saj so se združili režiser, tehnolog in oblikovalka lutk v izvrstno, enovito ekipo.V svojem življenju je Mara Kraljeva zasnovala preko 230 lutk in mnoge med njimi so nastajale  pod njenim lastnim rezbarskim dletom. Kot prva je na Slovenskem izdelala mimične lutke. Sodelovala je pri 17 predstavah.Prva v nizu predstav je bila Obuti maček (1953), s katero je bistveno prispevala k poetičnosti lutkovnih predstav. Znamenita Zvezdica Zaspanka, po literarni predlogi Frana Milčinskega Ježka, je ugledala luč sveta 1955. Predstava je s svojo svežino, scensko podobo in uprizoritveno dognanostjo navdušila tako slovensko kulturno javnost, kot tudi tuje strokovnjake. Slovenskim lutkarjem je prav Zvezdica odprla vrata v svet, najprej kot edino lutkovno gledališče, ki je gostovalo na letnih igrah v Dubrovniku 1955, kasneje tudi na gostovanjih v Bukarešti (na festivalu UNIMA 1958), kasneje na turneji po zahodni Nemčiji (1960 in 1961).
Matjaž Loboda je v oddaji Oder razkril, da je v starih zapisih našel besedilo, ki ga je zapisala Mara o sebi: “Danes se mi zdi, kot da so spomini na začetek dela z lutkami kot prelepe sanje, sanje o neki dobi iskanja najlepšega. Zelo rada slikam, vendar sem po duši in srcu predvsem lutkarica.”
Preglednica lutkovnih predstav, ki so bile od zamisli do končne likovne podobe lutk delo Mare Kralj:
1. Obuti maček – likovna zasnova in izdelava 24 lutk (besedilo Niko Kuret, režija Jože Pengov), december 1953.
2. Čarobna skrinja – likovna zasnova in izdelava  lutk (besedilo Frane Milčinski, režija Jože Pengov), 1953.
3. Kljukčev rojstni dan – ročne lutke (besedilo Frane Milčinski Ježek, režija Jože Pengov), december 1954.
4. Tri čudne zgodbe (Čarobna skrinja, Kljukčev rojstni dan, Zgodba okrog tete Konuginde) – likovna zasnova in izdelava 8 lutk (besedilo Frane Milčinski, režija Jože Pengov), december 1954.
5. Zvezdica Zaspanka – izdelala 23 marionetnih lutk (besedilo Fran Milčinski Ježek, režija Jože Pengov),  oktober  1955.
6. Medveda lovimo – likovna zasnova in izdelava 10 lutk (besedilo Jože Pengov - Nace Simončič, režija Jože Pengov), december 1955.
7. Lenuh poležuh – likovna zasnova in izdelava 18 marionetnih lutk (besedilo France Bevk, režija Nace Simončič), oktober 1956.
8. Srečni princ - likovna zasnova in izdelava 40 marionetnih lutk (besedilo Oscar Wilde - Mirko Mahnič, režija Mirko Mahnič), april 1958.
9. Plesalka - 1958 je izdelala svojo prvo filmsko lutko za film Rondo (režiser Črt Škodlar)
10. Ostržek – likovna zasnova in izdelava 30 marionetnih lutk (besedilo Collodi - Bufano, Kuret, režija Jože Pengov), december 1959.
11. Rdeča kapica – likovna zasnova in izdelava 20 marionetnih lutk (besedilo in režija Mirko Mahnič), december 1961.
12. Butalci - 10 mimičnih lutk za TV Slovenija (besedilo Fran Milčinski), 1962.
13. Sinja ptica - izdelava lutk (besedilo Maurice Maeterlinck, režija Jože Pengov), 1964.
14. Pesmica in sonček – likovna zasnova in izdelava 23 marionetnih lutk (besedilo in režija Janez Dobeic), december 1964.
15. Kuki in Muki – 13 ročnih lutk (besedilo Karel Driml, režija Jože Pengov), Beograjsko lutkovno gledališče 1968.
16. Lizika  - 5 ročnih lutk (besedilo Alenka Tomasova, režija Zdenko Majaron), februar 1969, lutkovno gledališče Jože Pengov.
17. Pravljica o carju Saltanu - 1985 je Mara dopolnila scenske elemente in v glini izdelala glave lutk na osnovi risb moža Toneta Kralja   (besedilo Aleksander Sergejevič Puškin).

## Nagrade
Mara Kralj je prejela pet pomembnih nagrad in priznanj:
- 1963  - Medaljo za hrabrost v     NOB
- 1963  - Medaljo za zasluge v NOB
- 1998  - Klemenčičevo nagrado za oblikovanje     lutk (najvišja stanovska nagrada)
- 2001  - Župančičevo nagrado za življenjsko     delo
- 2009  - Priznanje ob 80 letnici UNIMA Slovenija za prispevek k razvoju slovenskega lutkarstva ter njegovi promociji doma in v tujini